# Симинихин, Николай Ефимович
Николай Ефимович Симинихин (19 августа 1922, с. Юдиха, Алтайская губерния — 6 августа 1996, Павловск, Алтайский край) — участник Великой Отечественной и советско-японской войн, Герой Советского Союза (1945).

## Биография
Родился в русской крестьянской семье. Окончил 7 классов, работал в колхозе.
Призван в Красную Армию 18 июня 1941 года. С ноября 1941 года — на фронтах Великой Отечественной войны; воевал на Западном, Юго-западном, 3-м Украинском и 2-м Украинском фронтах в качестве рядового — первого номера станкового пулемёта, младшего сержанта — командира пулемётного расчёта, старшины химроты и стрелковой роты. Был дважды ранен.
В 1944 году вступил в ВЛКСМ.
В бою в районе села Шаруд (юго-западнее города Тисафюред, Венгрия) в ночь на 7 ноября 1944 года, будучи пулемётчиком 619-го стрелкового полка (203-я стрелковая дивизия, 53-я армия, 2-й Украинский фронт), красноармеец Симинихин в числе первых форсировал реку Тиса, отразил несколько контратак противника; гранатами уничтожил группу немецких солдат, отвлёк на себя вражеский огонь, чем способствовал продвижению роты и занятию ею села Шаруд. Звание Героя Советского Союза присвоено 24 марта 1945 года.
В мае 1945 году вступил в ВКП(б).
Участник парада Победы.
В составе своей дивизии в августе 1945 года участвовал в войне с империалистической Японией.
Демобилизован в 1947 году в звании старшины. Работал директором Юдихинского маслосырзавода (до 1953 года). С 1953 года — председатель сельпо, директор заготконторы Павловского райпотребсоюза. В 1975—1976 годах — инженер по технике безопасности сельхозтехники в селе Шелаболиха.

### Семья
Мать — Ефросинья Тимофеевна.
Сын — Сергей, Валерий, Анатолий, Дочь - Галина
- внук Николай.
- внучки Юлия, Ирина
- Правнучка Анастасия

## Награды
- Медаль «Золотая Звезда» Героя Советского Союза (24.3.1945; № 4750);
- орден Ленина (24.3.1945; № 35237);
- орден Отечественной войны 1-й степени;
- медали.